# 野村正朗
野村 正朗（のむら まさあき、1952年3月29日 -  ）は、日本の経営者。りそな銀行頭取を務めた。

## 来歴・人物
大阪府出身。1953年に大阪大学基礎工学部を卒業し、同年に大和銀行に入行した。2000年7月に執行役員に就任し、2003年5月にはりそな銀行頭取に昇格した。2007年6月に副会長に就任。
2015年7月から帝塚山学院理事長を務めている。